# 安格拉·默克爾
安格拉·多羅特婭·默克爾（德語：Angela Dorothea Merkel，發音：[aŋˈɡeːla doʁoˈteːa ˈmɛʁkl̩] ⓘ；1954年7月17日—），婚前姓卡斯納（Kasner），德國女性政治家、物理、量子化学家，曾任德意志聯邦共和國總理，为德國基督教民主联盟成员，曾多年擔任該黨的黨魁。其毕业于莱比锡大学，修有物理学硕士、量子化学博士学位。除了德語之外還通曉俄語、英語等語言。
默克尔出生于西德汉堡，隨後移居至東德。学业生涯结束后，默克尔曾在德国物理、化学科研领域工作。1989年进入政界，1990年起陆续在联邦政府内阁中担任过德國聯邦家庭事務、老年、婦女及青年部、德國聯邦環境、自然保育及核能安全部部長等职并在1991年当选德國聯邦議院議員。2000年当选德国基督教民主联盟黨首，2005年11月至2021年12月任德国总理。默克尔締造許多德國政壇的歷史紀錄，她既是德国历史上首位女性總理，同時也是兩德統一後首位出身前東德地區的聯邦总理。
默克尔前后担任基民盟党魁18余年，担任德国总理超過16年，创下两德统一以来的纪录。默克尔能够维持长期执政在政党轮替为常态的西方民主国家中相当罕见，并侧面证明了她作为女性政府首腦具有相当程度的政治素养及个人实力。在任期间，她被视作欧洲联盟實際领导人以及七国集团高级领导人，特别是在英國脫歐之后更是强化了这种定位。而她在國內的滿意度亦一直保持在良好水準，在其執政十五年間的滿意度始終大致維持於60至80%。在国内政策中，针对医疗改革、能源问题以及移民危机采取的措施是她担任总理期间的主要问题。2018年10月，默克尔宣布她在2021年将不再寻求連任总理职务。

## 生平背景

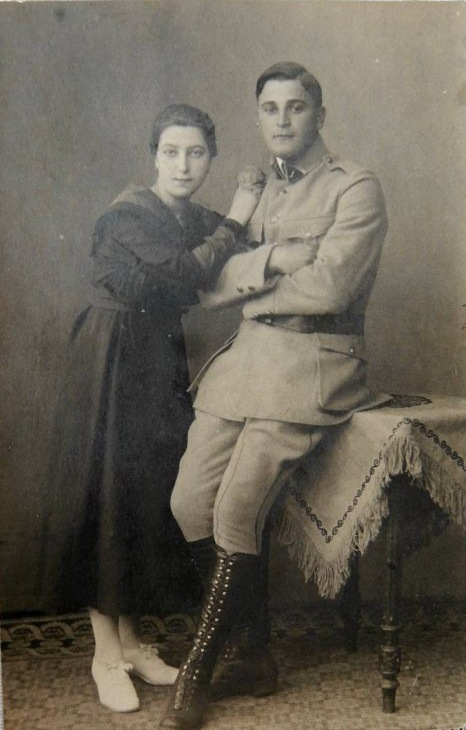
默克爾的祖父Ludwik MarianKaźmierczak，穿著波蘭的藍軍制服，和他當時的未婚妻瑪格麗特（Margarethe），默克爾的祖母

1954年7月17日，默克爾出生于西德汉堡的一所醫院。出生時全名為安格拉·多羅特婭·卡斯納（Angela Dorothea Kasner），其父系先祖是普鲁士王国波森省的波蘭人。默克爾是她第一任丈夫的姓氏，離婚後保留至今。
默克爾的父亲是一位路德教会牧师，在她出生三個月大時從教會接到新的任命，全家移居至東德東柏林以北90公里的滕普林。默克爾在那里完成了初等教育，她的俄語造詣頗佳，八年級時就獲准參加全國俄文競賽（此競賽只有十年制專科學校的十年級生才能參加），獲選為俄文最佳女學生，得到在東西德四處旅行以及到莫斯科旅遊的獎賞，到莫斯科買了第一張披頭士唱片。在莱比锡大学攻读物理学（1973年－1978年），之后在科学院物理化学中央学会工作学习（1978年－1990年），研究领域是量子化学，后来取得博士学位。
前東德的生活背景给她带来不少好处。她作为牧师的女儿，并在每间屋子都可能存在东德警察告密者的社会里度过生命的前36年，养成了很好的掩饰或控制情绪的能力。除了德語和俄語外，默克爾還会说英语。当別人评论她身为东德人的背景时，她说：“真的有话可说的人，是連化妆（掩飾）都不需要的。”

## 政治生涯

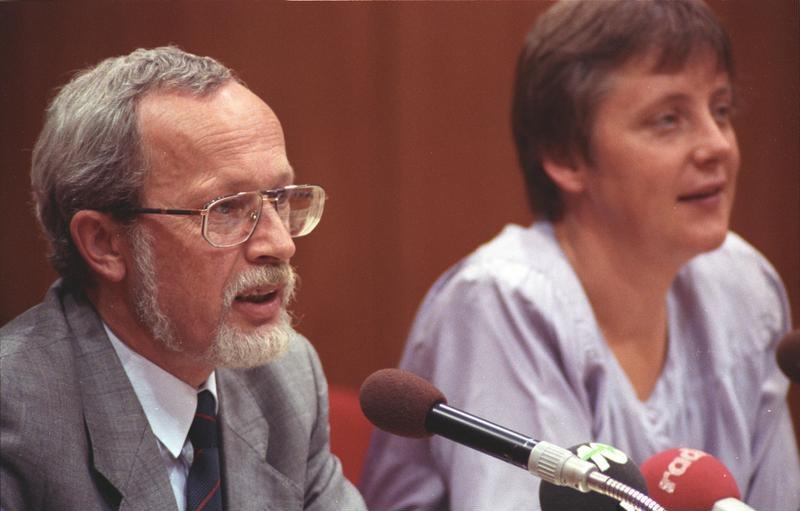
默克爾與洛塔爾·德梅齊埃，攝於1990年

1989年柏林墙推倒之后，她投入到蓬勃发展的民主运动中。1989年底她加入新党“民主觉醒”。东德第一次民主选举后，她得到新政府一个副政府发言人的职务，在洛塔尔·德梅齐埃手下工作。1990年12月两德统一后，她成为赫尔穆特·科尔内阁中妇女青年部部长。1994年出任环境和核能安全部长。1993年6月至2000年5月任梅克伦堡-前波美拉尼亚州德国基督教民主联盟（基民盟）黨部领导人。安格拉·默克爾的政治生涯得益于前聯邦總理赫尔穆特·科尔的提拔。科尔有一次叫她小姑娘（德語：das Mädchen），因此很多媒体也把默克爾叫做“科尔的小姑娘”。

### 反对党领袖
1998年，科尔領導的中間偏右聯合政府在选举中失利，社民党相隔十六年再次執政，並與綠党組成中間偏左執政聯盟。金融丑闻危及基民盟很多领导的形象，首当其冲的是科尔本人，然后是党魁沃尔夫冈·朔伊布勒。2000年，曾任基民盟秘書長的默克爾宣布參選基民盟領導人，並公开声明与科尔等人划清界限。默克爾最終接替朔伊布勒成为基民盟第一位女性领导人。默克爾当选在很多方面都是让人十分惊讶：基民盟被認為是傳統保守派及天主教背景的政党，男性主導一切。
很多人拿默克爾与前英国首相戴卓爾夫人（两个人都是國家首位女性政黨領袖及領導人，有鐵娘子之稱，还都曾经是科学家，分別在於對歐洲的態度，戴卓爾夫人是疑歐派，默克爾則是親歐派）比较，把她叫做（多数是非德国媒体）“铁姑娘”。有时新闻媒体还用“Angie”称呼她。
除了基民盟領導人的职务外，2002年起她还是联邦议会中基民盟中保守派的代表。

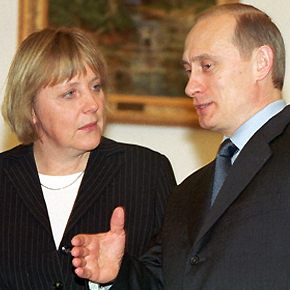
默克爾和俄羅斯總統普京，2002年

2002年，默克爾不顾全国的主流反对，公开赞成伊拉克战争，声称这是“不可避免”的，這導致她領導的基民盟在聯邦選舉中落敗，但中間偏左執政聯盟基民盟與社民黨的議席差距減至僅三席，施羅德的中間偏左聯合政府僅以微弱優勢取勝。施羅德其後把选举胜利，归功于他強烈反对美国發動戰爭中霸权和军事冒险的强硬态度，但事實上，施羅德的聯合政府優勢減少，從此變得不穩定。不過，默克爾並非基民盟推舉的總理候選人，也是基民盟落敗的因素之一。

## 總理

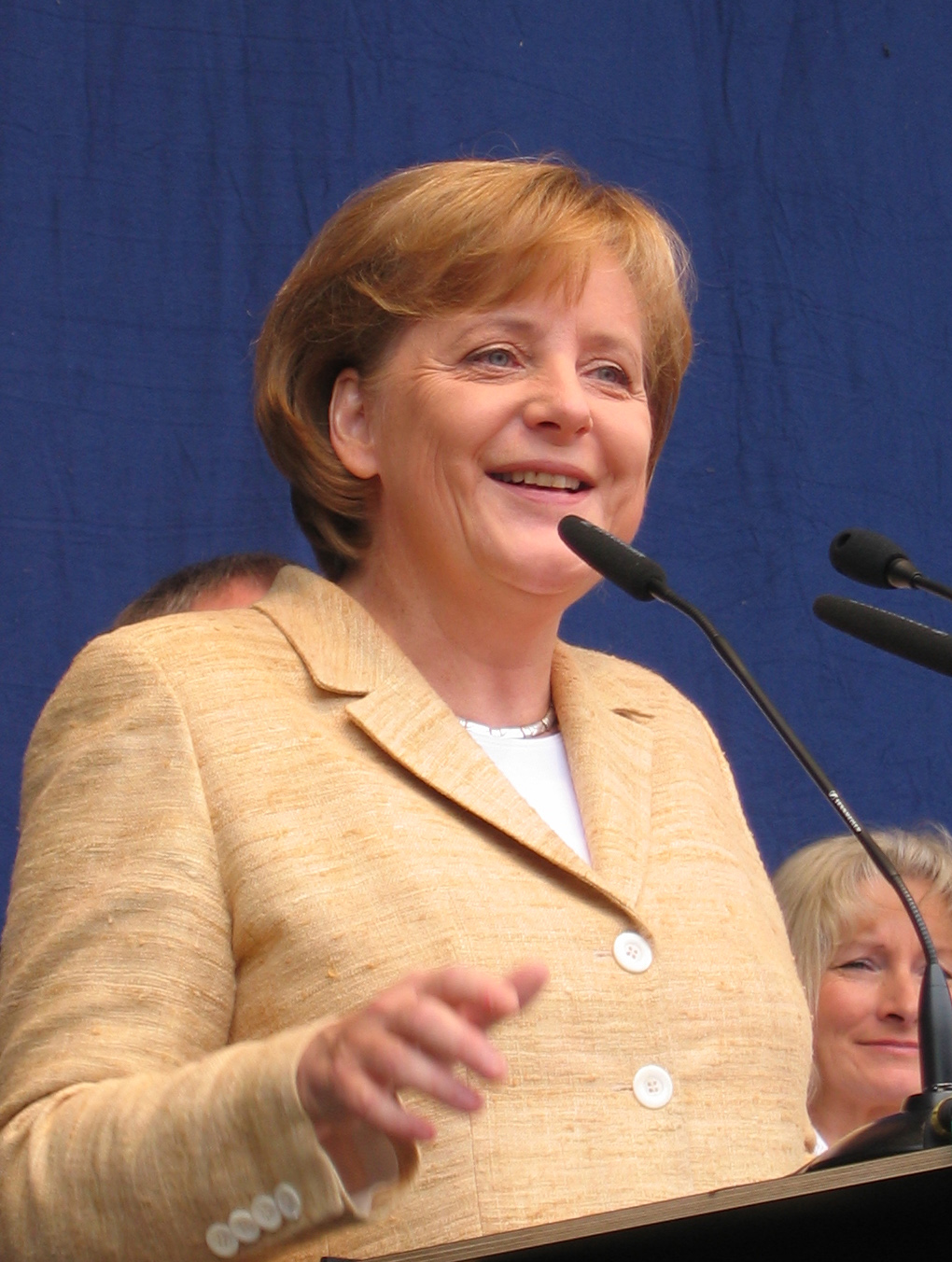
2007年的默克爾

2005年5月30日，她正式代表基民盟/基社盟，在9月18日提前举行的联邦选举中与总理施罗德角逐下任总理。10月10日，大选中几乎打成平手的基民盟与社民党在近兩個月的联合组阁谈判中取得共识，确认由默克爾出任聯邦总理，內閣人事由社民黨佔優，社民黨有8個席次，基民盟有6個席次，組成四十年首個「左右大聯盟」。
2005年11月22日，她正式成为德国第一位女性聯邦总理，也是一千年前德意志王后狄奧凡諾（956年－991年）之后，第一位领导德意志地區的女性。她也是兩德統一後首位出身前東德地區的聯邦总理。
默克爾担心欧盟未能定义“未来贸易战”的共同利益，现在欧洲在后冷战时代保持“和平和自由”的目的已经实现。“这就是我认为的，欧洲需要学习很多东西，不是把太多精力放到诸如‘要不要在葡萄牙修建与德国西北部相通的自行车专用道’这样的事情上。”
默克爾赞同国家自愿参与模式需要变革。“在德国，我们总是面对‘总是慢一拍’的危险。我们要加速变革。”
2009年德國聯邦議院選舉，經過與社民黨近四年的「左右共治」，默克爾領導的基民盟再次取得勝利，議席較上屆增加，與同屬中間偏右的自由民主黨合組聯合政府。
2013年德國聯邦議院選舉，由於中間偏右盟友自由民主黨未能跨越5%的得票門檻被逐出國會，基民盟再次與社民黨近四年的「左右共治」，組建大聯合政府。
2015年12月，默克尔当选《时代周刊》2015年度风云人物，《时代周刊》总编赞扬她在欧洲主权债务、中东难民及俄罗斯干预乌克兰等危机期间所展现的非凡领导能力。
2016年11月20日，默克尔宣布将谋求第四度连任总理一职。
2018年3月14日，在歷經長達171天的協商後，梅克爾以364票贊成、315票反對、9票棄權以及21張無效票的結果確定四連霸。
默克尔支持接纳难民的政策，但招致国内强烈反弹。2018年10月，盟友基社盟和基民盟本身分別在巴伐利亚州和黑森州议会选举中接连受鋤，默克尔宣布放弃竞选基民盟党领袖一职，2021年第四度总理任期结束后不再寻求连任。
2020年7月1日，德国接任为期6个月的欧洲联盟理事会主席国职位，默克尔将领导由27个成员国组成的政治和经济集团，应对2019冠狀病毒病疫情产生的卫生危机及其在欧洲造成的经济损失。其他问题包括英国退出欧盟的影响、欧盟与中国大陸的贸易以及与美国的紧张关系。
2021年10月26日，在政府卸任仪式上，德国总统施泰因迈尔向默克尔及其他内阁成员递交了任期结束通知，默克尔正式卸任总理；但她仍将作为总理领导看守政府，直至12月8日新總理奥拉夫·朔尔茨就任为止。

### 外交政策

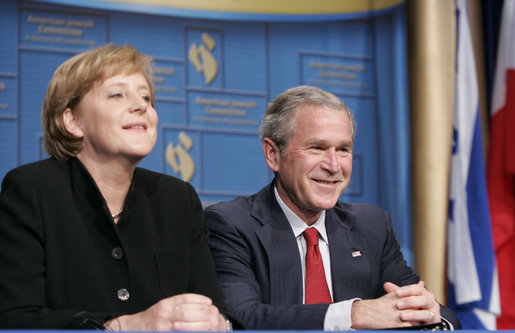
2006年，默克爾與美國總統喬治·W·布殊一同參觀國立建築博物館

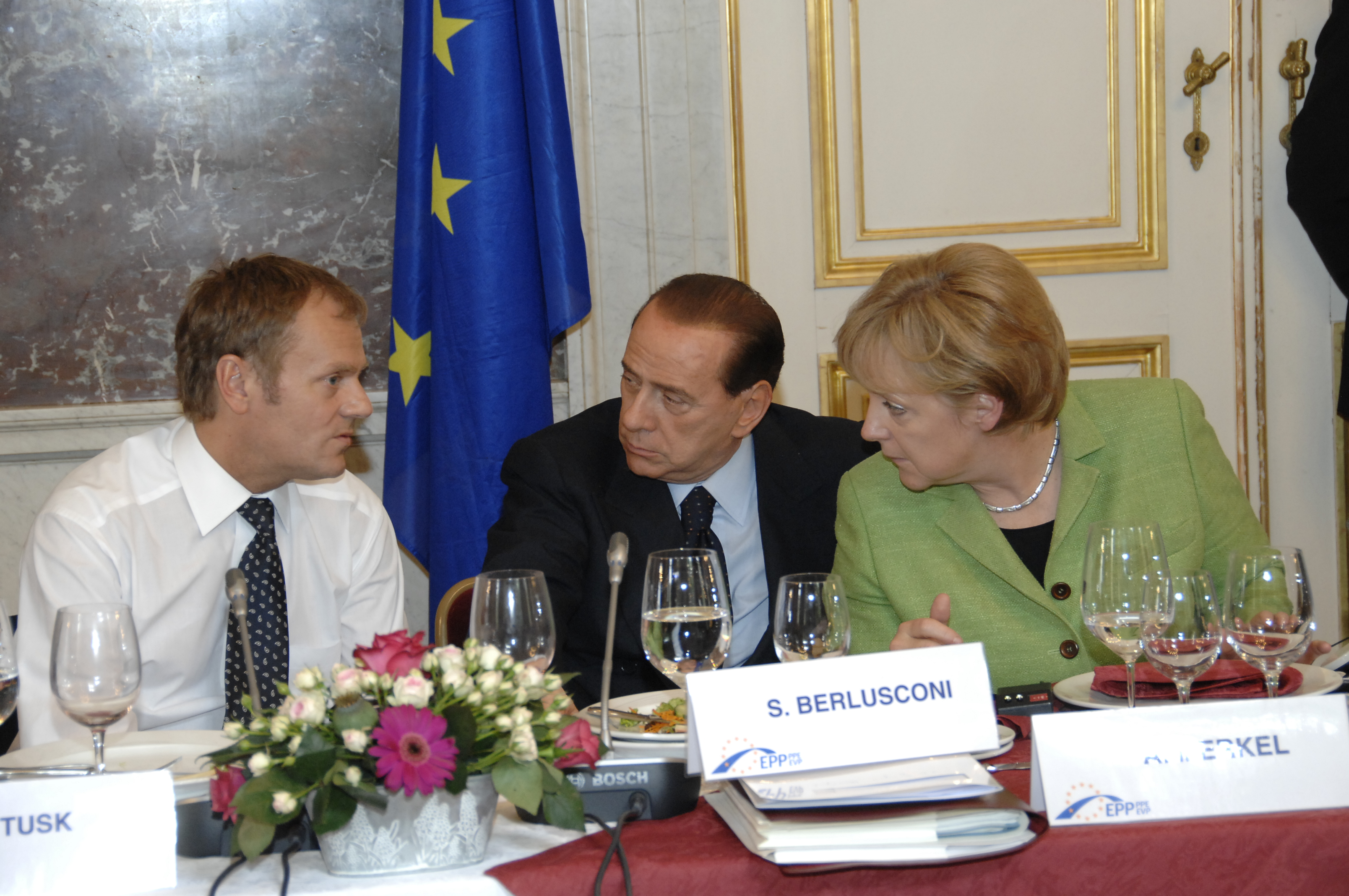
2008年，默克爾、波蘭總理唐納德·圖斯克及意大利總理西爾維奧·貝魯斯柯尼出席歐洲人民黨會議

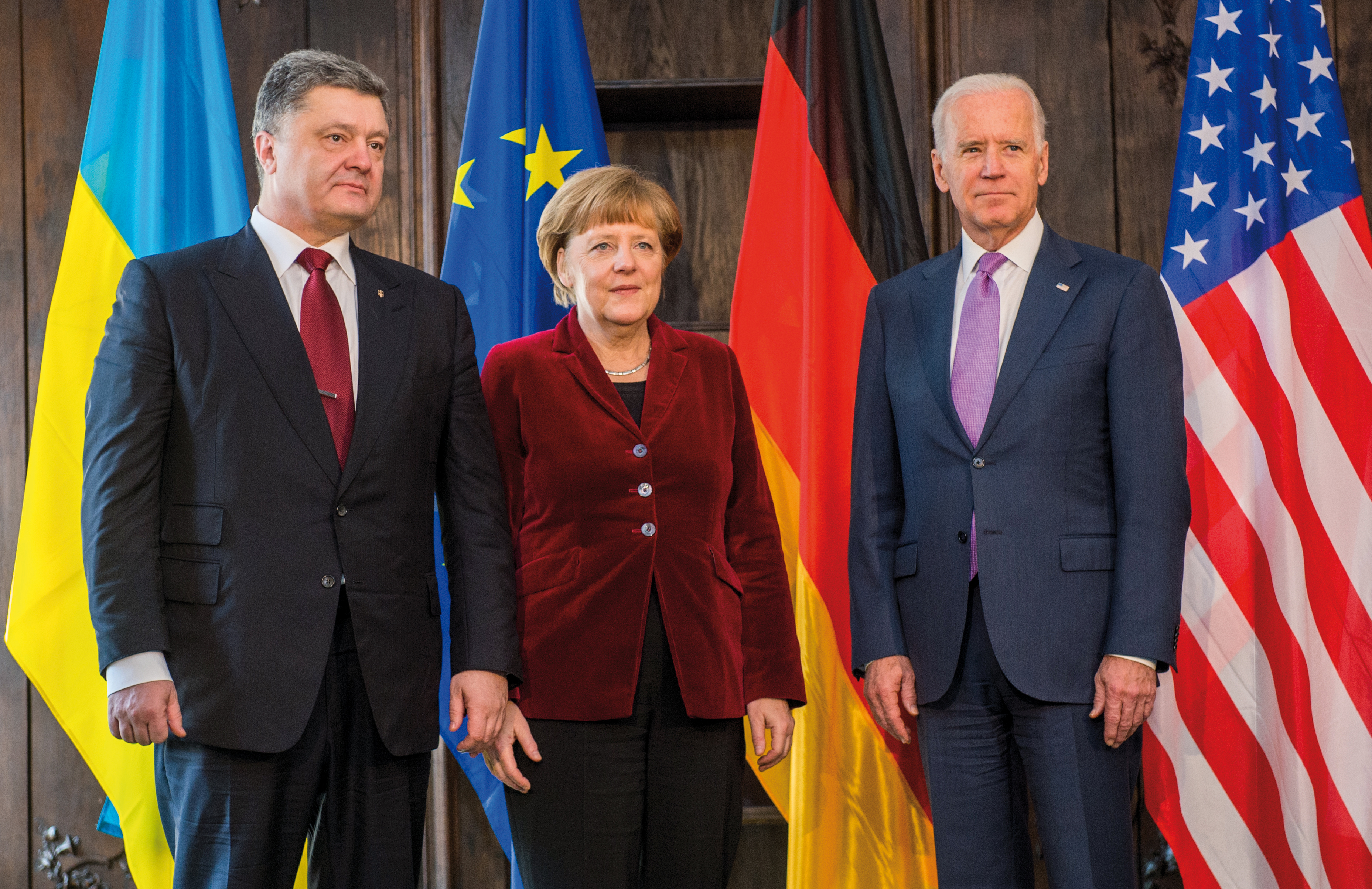
2015年2月，默克爾、烏克蘭總統彼得·波羅申科及美國副總統喬·拜登出席第51屆慕尼黑安全會議

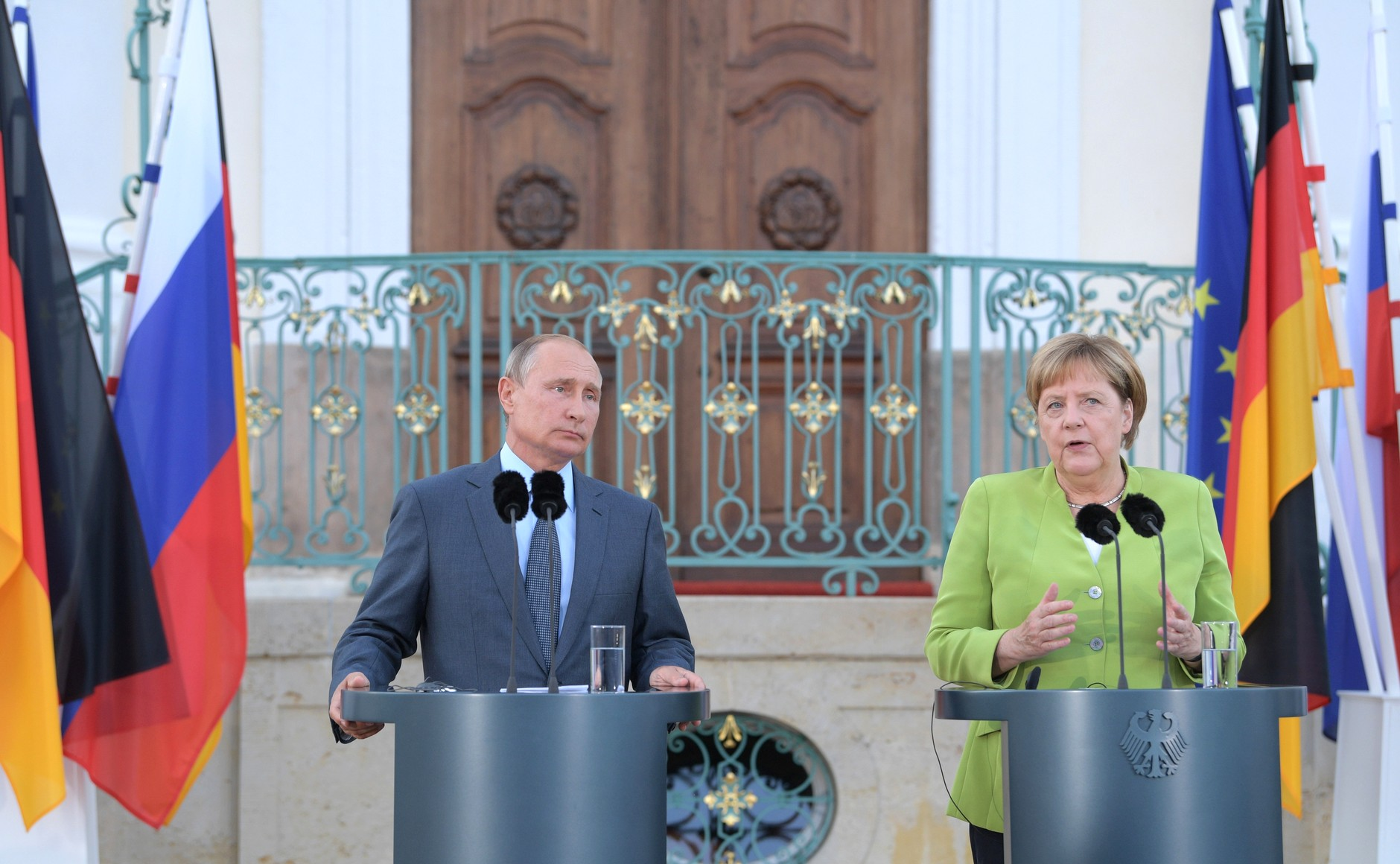
2018年8月，默克爾與俄羅斯總統弗拉基米爾·普京在梅澤貝格宮會面

#### 中华人民共和國
默克爾重視發展與中华人民共和國的關係，但在执政早期时曾在人權問題上仍保持強硬的立場。2007年9月23日，默克爾在总理官邸会见西藏流亡政府精神領袖第十四世達賴喇嘛表示支持西藏文化自治，是首次正式會見達賴。这次会面引发中華人民共和国政府的强烈反弹，德国外交部长施泰因迈尔亦对此做出批评。默克尔在接受德國媒體採訪時回应說「我是德國總理，我有權決定在哪里和誰見面。不會因為對華貿易關係而在原則問題上妥協讓步。」（Entscheide selbst, wen ich treffe）。默克爾於2008年3月藏區流血衝突發生之際即表示未來還會再接待到訪的達賴喇嘛，她其後更表明不會出席北京奧運會，成為第一個宣佈不出席的大國領導人。
默克尔自就任总理以来，截至2019年9月，先后访中12次，到访过的城市有北京、上海、南京、西安、成都、合肥、沈阳、武汉等，她也是任内访华次数最多的西方国家领导人。
2021年10月13日，默克尔最后一次以德国总理身份与中国国家领导人、中共中央总书记习近平举行視訊通话，在官媒报道中被称呼为“中国人民的老朋友”，是21世纪20年代第一位被称为“中国人民的老朋友”的西方国家领袖。2021年10月18日，默克爾與中國國務院總理李克強舉行視频會晤，李克強邀請默克爾卸任之後到中國走走，繼續關心支持中德關係發展。

#### 土耳其
在2005年競選時，梅克爾就公開她的看法（在拜訪伊斯坦堡時她也有表示），土耳其其實無法被歐盟接受成為成員國。換句話說，她偏好的是「特殊的伙伴關係」。當她就任總理並進入歐盟後，她對這個問題就相當棘手。之後土耳其總理埃尔多安在2008年2月到德國向在德的土耳其人發表演說時警告他們不要被其它文化同化，並表示「這種文化融合是反人類罪行」，引起默克爾的異議。

#### 以色列
梅克爾一直至今都對德國參與聯合國在南黎巴嫩解放運動的衝突事件，抱持保留態度。以色列總理奥尔默特在接受南德日報訪問時，對德軍參戰的辯護是：「我已經告知梅克爾總理，我們跟德軍在南黎巴嫩一點問題都沒有。」現在梅克爾領導下，德國是世界上對以色列最為友善的國家之一。
2008年3月18日，梅克爾在以色列國會發表演說，並以希伯來語開場。她強調德國對以色列的歷史責任；確保猶太人的國家安全，毫無疑問是德國的責任。梅克爾是第一個在以色列國會前發表演說的德国政府首脑。

### 糧食問題
默克爾認為包括印度及中國大陸在內的發展中國家，當地人民不斷改善及提高原有的飲食水平，是導致2008年上半年世界糧價飆漲的主要原因，並否認大量農作物被用於製造生質燃料為價格上升的原因。梅克爾說﹕“如果他們（印度人）突然比從前多吃一顿飯，又如果一億中國人突然開始喝牛奶，當然，我們的奶量必然有所缺減，其他方面（糧食）亦然。”

### 軍事衝突
在伊拉克戰爭中，梅克爾表示她同情美國的伊拉克政策。在面對軍事衝突方面，她表示必須非常理性地看待這個問題，比如當北約參與科索沃战争時，藉以比較德國歷史發展的過程，她說：「回頭看看過去的歷史，自由才是我們致力追求的善举，並且我們不惜一切要做的是，避免戰爭再度來臨....回頭看看過去的歷史，誤解、激進的法西斯主义所帶來的只有災難，運用暴力的結果，帶來的只有更大的不幸—這個結果是不可避免的，因此我們要盡力避免這種惡行。...在科索沃戰爭中，也要盡量避免暴力『意願同盟』（2003年美國進軍伊拉克結合的同盟）所帶來的巨大災禍。」

### 經濟與社會政策
梅克爾在2000年底就試圖規劃「新社會市場經濟」。這個計畫就是要提供一個社會市場經濟的穩定概念。在1999年格哈特·施羅德內閣中就已經出現這樣的概念。而到2001年8月27日在當時CDU委員會裡面，梅克爾擬定了這個討論方案，並在該年12月的聯邦議會日時，基民盟在德勒斯登宣示這份計畫，並且成為基民盟施政計畫的一環。

### 家庭政策
作為女性與年輕人的聯邦總理，出身自東德的梅克爾相當在意女性就業率、生育率等問題。在東德與西德之間，存在著不同阻礙生育的法律狀況，這也是後來她進行法律統一改革的原因。她政策要點之一就是在性別平權法（Gleichberechtigungsgesetz (1993/94)）內強化女性就業條件。同時關於兒童與青年協助法（Kinder- und Jugendhilfegesetz）的修訂，也讓0歲以上的兒童可以享有幼稚園的法律保障，這是她最大的成果。2017年6月，德國同性婚姻法案在她對自己所屬的執政黨公開呼籲良知投票下，德國國會終於通過德國同性婚姻法制化，儘管她個人堅持一夫一妻制，但依然尊重此項人權法案。

### 環境政策
早於1995年4月時，梅克爾在柏林任联合国氣候委員會的第一屆環境部長。在這段时期內，她致力於減少國際温室效应。1997年在京都议定书簽署之後，梅克爾就開始投入減碳工作。梅克爾是一個關注核心能源運用的支持者，比如如何從關鍵資源中獲得電力。在她的領導下，致力於減少核廢料。1998年5月，在德法邊界出現違法處理核廢料事件，梅克爾也因出現監督不當，受到反對黨批評而辭職。然而她證明了自己的對核能經濟的能力與責任感。1997年的官方宣告裡面，也看得到每年要持續針對特殊能源增稅，比如石油、天然氣與電力（生態稅）。1998年在她担任环境部部长期间曾在《科學》杂志上撰文阐述科学在可持续发展中的角色。

### 对斯诺登事件的立场

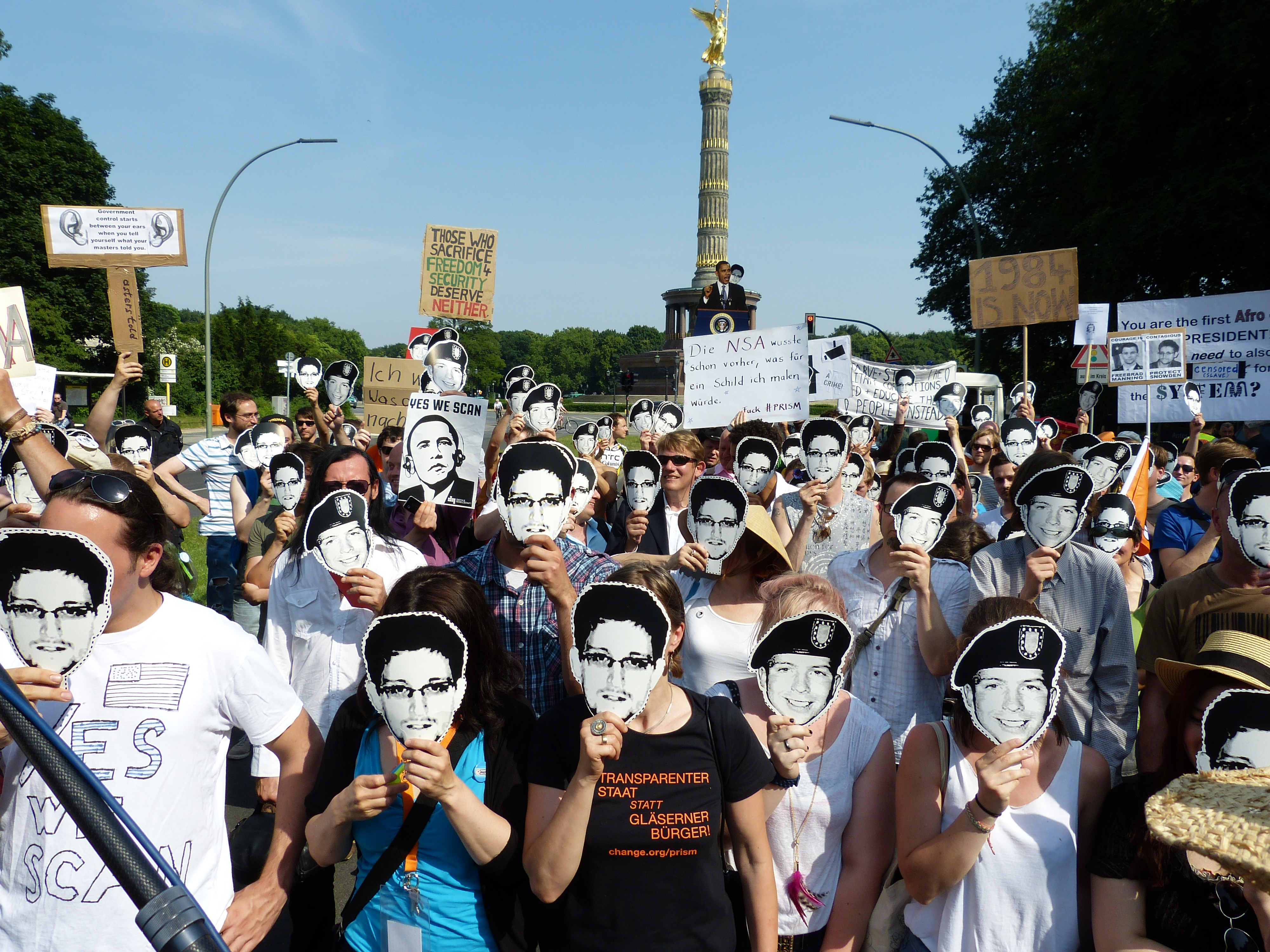
2013年，在柏林的反美國國家安全局監控示威

爱德华·斯诺登事件導致稜鏡計畫曝光后，美国被指監聽默克尔，而美国情报机构可能已经监听现德国总理默克尔的电话长达十余年。默克尔强烈谴责间谍行动，要求美国国家安全局立即停止監聽行为，並指出如果事件继续酝酿下去，会影响德美關係。德国《明镜》周刊26日最先披露了上述消息，美国媒体纷纷跟进。有关报道的情报来源似乎仍出自美国“监控门”事件揭秘者、美情报机构前雇员斯诺登。报道指默克尔的手机号码早在2002年就被列入美国国家安全局的特别监控当中，直到2014年6月美国总统奥巴马访问德国时，该号码仍未从美國國家安全局的监控中删除。

## 著作
自退出政坛以来，默克尔一直与她的前顾问兼知己貝阿特·鲍曼一起撰写政治回忆录《自由——1954年至2021年的回忆》，于2024年11月26日正式出版。书中回顾了默克尔作为德国历史上最有影响力的女性政治领袖的总理任期，以及她在民主德国和统一后德国的生活。
- Merkel, Angela; Baumann, Beate. . Kiepenheuer&Witsch. 2024-11-26  [2024-11-27]. ISBN 978-3-462-00513-4. （原始内容存档于2025-03-08）.
  - 梅克爾, 安格拉; 鮑曼, 貝雅特. . 堡壘文化. 2024-11-27. ISBN 9786267506332.

## 个人生活

### 婚姻

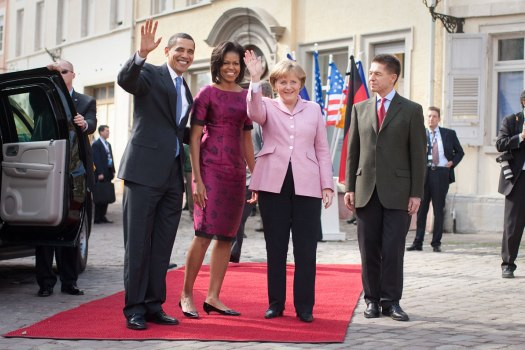
巴拉克·奧巴馬，米歇爾·奧巴馬，默克爾和她的丈夫约阿希姆·绍尔，2009年

1974年，梅克爾與同學去苏联參加青少年交流活動，並到列宁格勒州和莫斯科找俄羅斯的物理系同學遊玩，在此認識第一任丈夫烏爾里希·梅克爾（Ulrich Merkel），兩年後住在一起，兩人希望在同一個城市工作，結婚才有機會分配到住房，且夫妻找工作時，國家不會將他們分隔兩地。1977年，婚禮在滕普林老家舉行，安格拉冠上夫姓「梅克爾」。四年後婚姻出現裂痕，兩人形同陌路，她幾乎在一夜之間就從兩人在东柏林共有的房子搬出去，留下相當震驚的烏爾里希·梅克爾。1982年兩人離婚，但此後她仍然保留前夫姓氏。
她现任（即第二任）丈夫是毕业并任教于德国洪堡大学的博士、教授、量子化学家约阿希姆·绍尔，两人是1981年认识的，当时绍尔是她的博士研究生导师。绍尔的前妻是一名化学家，两人育有两个儿子，夫妻感情不和，早就分居，于1985年离婚。1986年默克尔在博士毕业后，两人住到了一起。兩德統一之后，默克尔从政，绍尔继续科研事业。自1993年开始，绍尔在母校德国洪堡大学担任全职教授。直到1998年，默克尔升任基民盟领导人后，两人才正式结婚。

### 個人特質
梅克爾熱愛歌劇，尤其喜歡華格納與悲愴及命運有關的所有作品，《特里斯坦与伊索尔德》是她最心儀的歌劇。梅克爾如此形容華格納：「事情無法從出口倒轉回來，讓我覺得悲痛。起步對，滿盤皆對。」做事有條理有計劃，從容不迫。她在思索問題時，首先會要全面徹底了解事情，要看事實，即使反面沒有任何論據，她還是會要了解事情的反面。因此，梅克爾會動手分析她對世界的認識，估量論據，收集事實，再權衡出一個淨值。
梅克爾欣賞沈默緘默，安靜沉著。她所有信得過的人都能保持沈默，對她而言這是忠心耿耿的證明。若有人不符合梅克爾的期待，她會變得非常冷淡簡慢，甚至挖苦對方。如果有些人擔任的職位不是由她決定，而她又迫切需要他們，她在那些人面前的態度就不一樣了：如結盟黨派的黨魁，或其他國家的領導人。她不容許自己冷硬，甚至禁止流露出好惡。在交友方面，梅克爾對共事者始終保持距離，即便是從1995年開始至今擔任辦公室主任包嫚，也一直都以「您」互稱，不直呼其名。
梅克爾價值觀核心是「自由」，開始還有些隱諱，一共花了十年，才將自由列進自己即興演出中。2010年，梅克爾頒獎給以漫畫諷刺默罕默德的漫畫家威斯特葛德，並以「自由的秘密是勇氣」為題發表演講。梅克爾試圖找出自由的定義，自由最主要與責任有關：「自由一方面從一些什麼而來，另一方面又朝向著一些而去。我們談到自由的時候，總是在談論別人的自由。」「我相信，自由社會更具創造力，而且能發展出長期有效的解決辦法。」自由包含責任、包容與勇氣。

### 健康問題
2019年7月，默克尔曾三度在面对公众媒体时发抖。第一次发抖是在与来访的烏克蘭總統弗拉基米尔·泽连斯基出席欢迎仪式之际，据政府方面公布的消息称原因是默克尔喝水不够。第二次发抖则被總理府解释为心理反应，第三次发抖是在迎接芬兰总理的时候。事后她本人称自己身体很好，不用大家担心，但仍引起舆论的担忧。

## 荣誉

### 官方勋奖
- 德国
  -  大功绩十字级德国功绩勋章（1996年）
  -  大十字级德国功绩勋章（2008年1月11日）
  -  特等大十字级德国功绩勋章（2023年4月17日）[36]
  - 查理曼奖（2008年5月1日）
- 義大利
  -  大十字级意大利共和国功绩勋章（英语：Order of Merit of the Italian Republic）（2006年3月21日）[37]
- 沙烏地阿拉伯
  -  一级阿卜杜勒阿齐兹国王勋章（英语：Order of King Abdulaziz）（2007年）
- 挪威
  -  大十字级挪威皇家功绩勋章（英语：Royal Norwegian Order of Merit）（2007年10月15日）
- 秘魯
  -  大十字级秘鲁太阳勋章（2008年5月17日）
- 葡萄牙
  -  大十字级恩里克王子勋章（葡萄牙语：Ordem do Infante D. Henrique）（2009年3月2日）[38]
- 阿联酋
  -  扎耶德勋章（2010年5月26日）
- 保加利亚
  -  斯塔拉山脉勋章（俄语：Орден «Стара-планина»）（2010年10月11日）
- 美国
  -  总统自由勋章（2011年6月7日）
  -  四大自由奖（英语：Four Freedoms Award）（2016年4月21日）
- 印度
  -  国际理解尼赫鲁奖（2011年5月31日）
- 以色列
  -  以色列总统奖章（英语：President's Medal (Israel)）（2014年2月25日）
- 奥地利
  -  奥地利共和国服务荣誉勋章 (1952年)（德语：Ehrenzeichen für Verdienste um die Republik Österreich (1952)）（2015年8月27日）
- 摩尔多瓦
  -  共和国勋章（2015年11月12日）
- 立陶宛
  -  大十字级维陶塔斯大帝勋章（2017年6月23日）
- 斯洛伐克
  -  一级白色双十字勋章（英语：Order of the White Double Cross）（2019年2月7日）
- 拉脫維亞
  -  大军官级三星勋章（英语：Order of the Three Stars）（2019年4月11日）
- 爱沙尼亚
  -  一级圣母之土十字勋章（英语：Order of the Cross of Terra Mariana）（2021年2月23日）
- 乌克兰
  -  自由勋章（英语：Order of Liberty (Ukraine)）（2021年8月22日）[39]
- 斯洛維尼亞
  -  优异勋章（英语：Order for Exceptional Merits）（2021年10月5日）
- 比利时
  -  大十字级利奥波德勋章（2021年10月15日）
- 盧森堡
  -  大十字级卢森堡大公国功绩勋章（英语：Order of Merit of the Grand Duchy of Luxembourg）（2021年10月18日）
- 约旦
  -  大绶级复兴杰出勋章（英语：Supreme Order of the Renaissance）（2021年10月27日）
- 法國
  -  大十字级荣誉军团勋章（2021年11月3日）
- 荷蘭
  -  大十字级荷兰之狮勋章（英语：Order of the Netherlands Lion）（2022年7月13日）
- 联合国
  - 联合国难民署
    - 南森难民奖（英语：List of Nansen Refugee Award laureates）（2022年10月4日）[40]

  -  聯合國教科文組織
    - 费利克斯·乌弗埃-博瓦尼和平奖（2022年）

### 非政府组织奖项
- 德国社会协会奖（德语：Deutsche Gesellschaft (Verein)）（德国社会协会（德语：Deutsche Gesellschaft (Verein)），2005年）
- 欧洲视野奖（英语：Vision for Europe Award）（埃德蒙以色列基金会，2006年）
- 福布斯世界百名权威女性榜首（《福布斯》杂志，2006年-2010年、2011年-2020年）
- 利奥贝克奖（德语：Leo-Baeck-Preis）（德国犹太人中央委员会（德语：Zentralrat der Juden in Deutschland），2007年）
- 世界政治家奖（良心呼吁基金会（英语：Appeal of Conscience Foundation），2007年）
- 罗伯特·舒曼奖章（英语：Robert Schuman Medal, EPP Group）（欧洲人民党党团，2007年）
- 欧洲功绩奖（圣约之子会，2008年3月11日）
- 卢修斯·克莱奖章（德语：Lucius D. Clay Medaille）（德美俱乐部协会（德语：Verband der Deutsch-Amerikanischen Clubs），2009年10月6日）
- 埃里克·沃伯格奖（德语：Eric-M.-Warburg-Preis）（大西洋之桥（德语：Atlantik-Brücke），2009年6月25日）
- 德国媒体奖（德语：Deutscher Medienpreis）（媒体控制（德语：Media Control），2010年2月9日）
- 世界领袖奖（约翰斯·霍普金斯大学美国当代德国研究院，2010年7月16日）
- 利奥贝克奖章（德语：Leo-Baeck-Medaille）（利奥贝克研究所（德语：Leo Baeck Institut），2010年9月21日）
- 《新政治家》50名世界最具影响力人物之一（《新政治家》2010年）
- 奥托大帝奖（德语：Kaiser-Otto-Preis）（奥托大帝基金会，2011年8月24日）
- 宽容与理解奖（德语：Preis für Verständigung und Toleranz）（柏林犹太博物馆，2011年10月24日）
- 海因茨·加林斯基奖（德语：Heinz-Galinski-Preis）（海因茨·加林斯基基金会，2012年11月28日）
- 驱逐者协会荣誉奖牌（德语：Ehrenplakette des Bundes der Vertriebenen）（被驱逐者联合会，2014年）
- 时代年度风云人物（《时代》杂志，2015年12月）
- 欧根·博尔兹奖（德语：Eugen-Bolz-Preis）（欧根·博尔兹基金会，2017年）
- 埃利·维瑟尔奖（美国大屠杀纪念博物馆，2017年）
- 富布赖特国际理解奖（美国富布赖特委员会（德语：Fulbright-Kommission），2019年1月）
- 西奥多·赫茨尔奖（世界犹太人大会，2019年）
- 布伯-罗森茨威格奖章（德语：Buber-Rosenzweig-Medaille）（德国基督教-犹太合作社团协调委员会（德语：Deutscher Koordinierungsrat der Gesellschaften für Christlich-Jüdische Zusammenarbeit），2020年）
- 亨利·基辛格奖（英语：Henry_A._Kissinger_Prize）（柏林美国学院（英语：American Academy in Berlin），2020年）
- 年度演讲奖（蒂宾根大学，2020年）
- 辛提人与罗姆人欧洲公民奖（德语：Europäischer Bürgerrechtspreis der Sinti und Roma）（德国辛提人和罗姆人中央委员会（德语：Zentralrat Deutscher Sinti und Roma）、德国辛提人和罗姆人文献与文化中心（德语：Dokumentations- und Kulturzentrum Deutscher Sinti und Roma）、曼弗雷德·劳滕施拉格基金会（德语：Manfred Lautenschläger-Stiftung），2021年）
- 卡洛斯五世欧洲奖（西班牙语：Premio Europeo Carlos V）（尤斯特基金会欧洲和伊比利亚美洲科学院（西班牙语：Fundación Academia Europea e Iberoamericana de Yuste））
- 约翰·彼得·弗兰克奖章（联邦公共卫生服务医师协会（德语：Bundesverband der Ärztinnen und Ärzte des öffentlichen Gesundheitsdienstes），2021年8月18日）
- 瓦尔特·拉特瑙奖（瓦尔特·拉特瑙研究所（德语：Walther Rathenau Institut），2021年）

## 爭議

### 對歐洲的政策
德國政府對希腊等國的撙節政策引起希臘及西班牙等歐豬五國的抗議，並且促使希臘的「激进左翼联盟」以及西班牙的「我們可以黨」崛起、以及國內的右翼民粹政黨「另類選擇黨」興起。由阿列克西斯·齊普拉斯領導的希臘政府在2015年時更放話要追討與當時債務金額相近的二戰賠償高達2787億欧元。
著名的美国政治学家法蘭西斯·福山於2016年在接受媒體采访时批評默克爾在處理欧洲事務時只關注德国民意，讓民粹主義在歐洲滋長。福山認為对欧洲来说，民粹主義的興起是比伊斯兰国更严重的威胁。

### 難民政策
2017年1月，時任美国总统唐納·川普批評默克爾在接收難民政策上犯下「災難性錯誤」。
2019年6月，時任俄罗斯总统弗拉基米尔·普京批評默克爾讓德国接納當中大多數是為了逃離叙利亚内战的過百萬難民是重大錯誤。

### 军购交易
安格拉·默克尔在担任德国总理的最后9天内，批准了一项价值近50亿欧元向埃及与新加坡交付军舰和防空飛彈的交易，创下德国武器出口的新纪录，但连累其继承者奥拉夫·蕭茲被批评是骗子，他在默克尔领导时期担任副总理兼财政部长。在社会主义左翼党议员的要求，这些交易的细节是在蕭茲出任总理的前一天才被公布。社会主义左翼党的外交政策专家塞维姆·达格德伦（Sevim Dagdelen）对此在推特上抨击蕭茲，指责他的行为像“一个真正的骗子”。

### 對俄政策
在2022年俄羅斯入侵烏克蘭後，一些人質疑默克爾任內的對俄政策是不是實際上弱化了德国和歐洲。媒體批評她讓歐洲在能源上越來越倚賴俄罗斯，即使2014年時俄羅斯併吞克里米亞，默克爾仍然對北溪2號天然氣管道項目開綠燈，以及任內不重視德國的國防建設，還有似乎誤判了俄罗斯总统普丁的野心。
此外，默克尔在俄乌开战以来一直对此保持沉默，引起社会舆论对她的诟病，认为她与几位前任总理赫尔穆特-科尔和格哈特·施罗德一样（前者的作风常将个人荣耀置于法律与秩序之上，后者则不在乎民众不满他只为了月领数百万美元的薪水而为俄罗斯天然气公司服务）在退下总理职位后，其个人行为沒有受到任何规范和准则。直到2022年6月1日晚间，默克尔在柏林出席一场德国工会联合会告别议式的演说中才首次明确谴责俄罗斯入侵乌克兰，但拒絕為在任時的對俄政策道歉。